# John McCammon
Jhon McCammon (Belfast, ...) è un inventore irlandese.

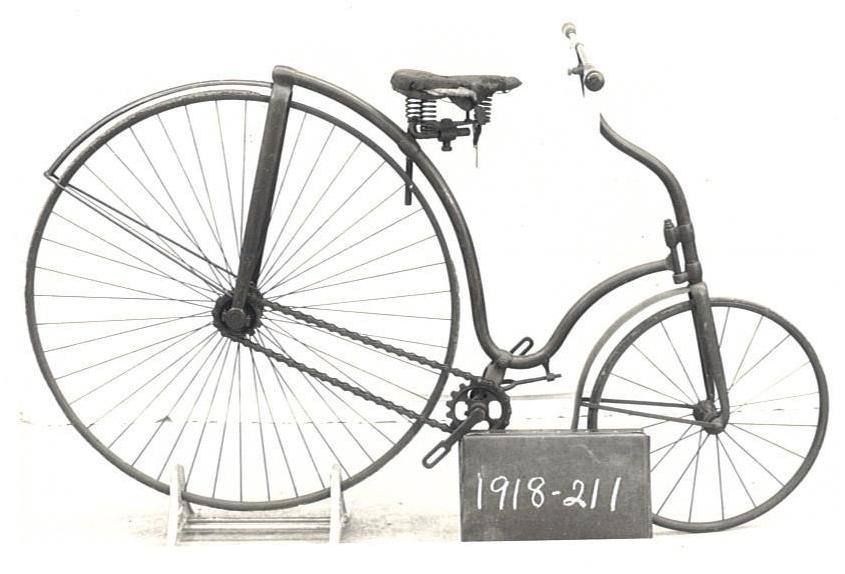
Una bicicletta McCammon del 1884 con passaggio gamba

John McCammon, da Belfast, sviluppò una bicicletta di sicurezza nel 1884. Il modello aveva il telaio con passaggio gamba step-through frame.